# Chris Clark (football)
Pour les articles homonymes, voir Clark et Chris Clark.
Chris Clark est un footballeur écossais né le 15 septembre 1980 à Aberdeen. Il évolue au poste de milieu de terrain.

## Palmarès
- Aberdeen FC
  - Finaliste de la Coupe d'Écosse en 2000.
  - Finaliste de la Coupe de la Ligue écossaise en 2000.